# Pierre de Kroutitsy
Pierre de Kroutitsy, né Piotr Fiodorovitch Polianski (en russe : Пётр Фёдорович Полянский) le 28 juin 1862 (10 juillet dans le calendrier grégorien) et exécuté le 10 octobre 1937, fut patriarche locum tenens de l'Église orthodoxe russe du 12 avril 1925 et en exil et en détention à partir du 9 décembre de la même année jusqu'à l'annonce de sa fausse mort en 1936.
Il fut canonisé en 1997 par l'Église orthodoxe russe.